# Сошо (футбольний клуб)
Сошо́ (фр. Sochaux) — французький професійний футбольний клуб (FCSM) із Сошо. Заснований 1928 року.
У 1935 році «Сошо» здобув перше чемпіонство, обігнавши головного конкурента ФК «Страсбург», а в 1938 р. здобув другий чемпіонський титул, випередивши марсельський «Олімпік». «Сошо» тричі ставав віцечемпіоном у 1937, 1953 та 1980 рр., випустивши чемпіонство на користь відповідно «Олімпіка», «Реймса» та «Нанта».

## Досягнення
Ліга 1:
- Чемпіон (2): 1935, 1938
- Віцечемпіон (3): 1937, 1953, 1980

Кубок Франції:
- Володар (2): 1937, 2007
- Фіналіст (3): 1959, 1967, 1988

Кубок Ліги:
- Володар (1): 2004
- Фіналіст (1): 2003

Кубок Сошо:
- Володар (1): 1931

Кубок УЄФА:
- Півфіналіст (1): 1981